# Municipio de Jackson (condado de Pope)
El municipio de Jackson (en inglés: Jackson Township) es un municipio ubicado en el condado de Pope en el estado estadounidense de Arkansas. En el año 2010 tenía una población de 1110 habitantes y una densidad poblacional de 4,13 personas por km².

## Geografía
El municipio de Jackson se encuentra ubicado en las coordenadas 35°32′27″N 92°56′24″O / 35.54083, -92.94000. Según la Oficina del Censo de los Estados Unidos, el municipio tiene una superficie total de 268.73 km², de la cual 268,64 km² corresponden a tierra firme y (0,03 %) 0,09 km² es agua.

## Demografía
Según el censo de 2010, había 1110 personas residiendo en el municipio de Jackson. La densidad de población era de 4,13 hab./km². De los 1110 habitantes, el municipio de Jackson estaba compuesto por el 96,58 % blancos, el 0,09 % eran afroamericanos, el 0,63 % eran amerindios, el 0,63 % eran asiáticos, el 0,45 % eran de otras razas y el 1,62 % eran de una mezcla de razas. Del total de la población el 2,34 % eran hispanos o latinos de cualquier raza.